# オラクルカード
オラクルカードとは「オラクル（oracle）＝神託、大きな存在の言葉」を受け取るためのカード。占術としては、偶然性からメッセージをうけとる「卜術（ぼくじゅつ）」のひとつに位置づけられる。通常、40～50枚のカードとガイドブックで構成され、日本では2000年くらいから広く出版されるようになった。現在では、日本には数百種類のカードが出版されているといわれている。そのルーツは、聖書を使って占う書物占い（ビブリオマンシー）を現代風にしたものともいわれている。

## 歴史

### 西洋
1970年代に出版された『Secret Dakini Oracle』が最も古いオラクルカードといわれる。インド神話の女神であるダキニ天をモチーフに、タントラ（密教の性的な要素）を取り入れためずらしいオラクルカードとなっている。その後、ケルト神話をモチーフとした『The Celtic Tree Oracle』や古代エジプトの叡智をモチーフとした『The Book of Doors Divination Deck』、マヤ文明をモチーフとした『The Mayan Oracle』などが80～90年代にかけて出版されていく。1990年代後半になると、スピリチュアル色の強いオラクルカード『Angel oracle card』シリーズがアメリカで発売され、オラクルカードは西洋文化を中心に各国で爆発的な人気を博することとなった。

### 日本
1990年代後半より西洋で誕生したオラクルカードの日本語版が誕生しはじめる。心理学の要素を取り入れた『セルフセラピーカード』、オラクルカードの代名詞となる『エンジェルカード』が相次いで発売され、大ヒットとなる。その後、海外で発行されたオラクルカードの日本語版が次々と発売され、「フェアリー（妖精）」「ドルフィン（イルカ）」「ゴッデス（女神）」とカードに描かれるテーマも多岐にわたっていく。それが、新たなファンを生みだす一因となった。
2000年代中盤から、国内でつくられたカードが出回るようになる。シンプルなメッセージでつくられた『カエルカード』、日本の神様をモチーフにした『八百万の神様カード』『日本の神様カード』、パワーストーンをモチーフにした『パワーストーンオラクルカード』、観音様を描いた『観音力カード』など、日本の独自のカードが次々と誕生しはじめる。また、2010年代中盤からは，出版社ではなくインディーズのカード（セルフパブリッシュイング）のオラクルカードが誕生しはじめる。このムーブメントは、「フォーチュンカードマーケット」というインディーズのカードを制作する個人クリエイターが集う場をも生みだし、回を重ねるごとににぎわいをみせつつある。以上の歴史から、現在のところ国内で流通するオラクルカードは、「海外のカードメーカーが出版したオラクルカード」「国内のカードメーカーが出版されたオラクルカード」「インディーズ出版のオラクルカード」の3つのカテゴリーに大きく分けることができるといえる。

## カードの種類
占いカードを代表するタロットカードは、通常、大アルカナ（Major Arcana）22枚と小アルカナ（Minor Arcana）56枚で構成され、それぞれのカードとして描かれるモチーフも決まりがある。一方、オラクルカードには枚数や描かれるモチーフのの決まりがなく、それぞれのカードの著者の世界観によるところが大きい。ここが、オラクルカードの大きな特徴ともいえる。
通常、カードは40～50枚程度で構成されることが多く、ほとんどの場合、専用のガイドブックが付属する。カードと専用のガイドブックとがセットになった状態は「デッキ」（deck)とも呼ばれる。

## カードに描かれるモチーフ
多岐にわたっており、代表的なものには以下のようなカードが存在する。
- 神様・仏様　　「神様」「女神」「仏様」「観音様」「龍神様」
- 精霊・妖精　　「妖精」「天使」「人魚」
- 古代の叡智　　「古代の伝承・物語」「人生哲学」「古代文明」
- 自然　「宇宙・星」「動物」「花」「パワーストーン・天然石」「イルカ」
- 言葉・文字　「漢字」「いろは」「古代文字」「アファメーション」
- 心理学・セラピー

他ジャンルを問わず、さまざまなテーマやモチーフが存在する。

## 使い方
オラクルカードは、今の自分に必要なメッセージ（アドバイス）を受け取るためのカード。それぞれのオラクルカードに付属するガイドブックに使い方が掲載されているのことが多いが、一般的な使い方はカードによってそう変わることはない。
今の自分がカードに聞きたい質問を決め、カードをシャッフルし、「これだ！」と感じるカードを引くと、今の自分に最適なメッセージが受け取れるといわれている。(これを「リーディング」を呼ぶ）
カードを1枚引くのがもっともオーソドックスなカードリーディングの方法であるが、慣れてくると2枚以上のカードを引くことでより具体的なメッセージをうけとれるようになるといわれる。カードを2枚以上使う使い方を※スプレットと呼び、さまざまな形のものが生み出されている。
他人のカードを読む（リーディング）人は「カードリーダー」とも呼ばれ、セラピストやカウンセラー、占い師がカードリーディングをサービスにして仕事をする人も増えている。
カードのメッセージはポジティブなものが多いといわれてきたが、ここ最近では必ずしも※ポジティブなメッセージだけでつくられていないカードも登場している。また近年では、「仕事」「恋愛」「お金」といった特定のテーマに特化したオラクルカードも誕生してきている。

## タロットカードとの違い
タロットカードは一般的に占いに使われるカードである。そのため、人の気持ちを知ったり、未来予測をするために使われることが多い。ほとんどのタロットカードは22枚、78枚と定められており、カードに描かれるモチーフ（0・愚者、1・魔術師など）もすべて決まっているのが一般的である。また、カードをリーディングする際に正位置（カードの上下の向きが正しい状態）だけでなく、逆位置（上下坂さまの状態）の意味を読むことが一般的である。
一方、オラクルカードは、「今の自分に向けたメッセージ」として使われることが多く、「自分が忘れていることを思い出させるため」「一人で悩みすぎないため」とセルフケアとしての使い方をされることが多い。カードの枚数は定められておらず、カードに描かれるモチーフも自由である。また、タロットで採用される「正位置」「逆位置」は使われないことが多い。このような理由から、タロットカードに比べて決まりが少なく、初心者が手に取りやすいともいわれている。
近年では、タロットカードと融合したオラクルカードが発売されたり、オラクルカードを使って占いをする占い師も数多く出たりするため、両者を明確に分けていないというユーザーも多くなってきている。

## さまざまな流れ

### オラクルカードリーディング用アプリ
スマートフォンのアプリを使ってオラクルカードリーディングすることである。１デッキごとに有料でアプリを購入、一度ダウンロードすれば何度でも使えるという形が一般的である。

### インディーズ出版のオラクルカード
2010年代中盤より、自分でオラクルカードを創るという流れが見られる。これは日本独自のムーブメントではなく、海外でも顕著である。その理由には、「印刷が少部数でもできるようになったこと」「個人でも販売ルートが確保しやすくなったこと」などの要因があるともいわれている。